# Echelatus
Echelatus là một chi bướm ngày thuộc họ Bướm nâu.